# Ottorino Respighi
Ottorino Respighi (ottoˈriːno resˈpiːɡi, ur. 9 lipca 1879 w Bolonii, zm. 18 kwietnia 1936 w Rzymie) – włoski kompozytor, muzykolog i dyrygent, uznawany za jedną z najważniejszych postaci włoskiej muzyki instrumentalnej początku XX wieku. Najbardziej znany z tzw. Rzymskiej trylogii na orkiestrę (Fontanny rzymskie, Pinie rzymskie i Święta rzymskie).

## Życie i twórczość
Respighi był synem nauczyciela gry na fortepianie, a jako dziecko pobierał lekcje gry u ojca na tym instrumencie i na skrzypcach. W latach 1891–1899 uczył się w Liceo musicale w Bolonii gry na skrzypcach i altówce u Federico Sartiego oraz kompozycji u Luigiego Torchiego i Giuseppe Martucciego.
Po ukończeniu liceum został na krótko zaangażowany jako altowiolista w miejskiej orkiestrze. Niedługo potem wyjechał na dwa sezony (1900/01 i 1902/03), by grać jako pierwszy altowiolista w Sankt Petersburgu. Tam poznał Nikołaja Rimskiego-Korsakowa, u którego pobrał kilka lekcji kompozycji. Sposób, w jaki Rimski-Korsakow wykorzystywał możliwości orkiestry wywarł głęboki wpływ na Respighiego. W 1902 przez krótki czas studiował także u Maxa Brucha w Berlinie. W 1903 powrócił do Bolonii, gdzie ponownie podjął pracę jako muzyk orkiestrowy, a coraz częściej prezentował także własne kompozycje oraz opracowania muzyki barokowej. Drugi pobyt w Berlinie, w latach 1908–1909 dalej rozszerzył muzyczne horyzonty kompozytora i przyniósł mu pewne uznanie poza granicami Włoch. Na życie zarabiał w tym czasie jako akompaniator w szkole śpiewu.
Mniej więcej od prawykonania kantaty Aretuza w 1911 Respighi zwrócił się ku akompaniamentowi fortepianowemu. Nie udało mu się uzyskać stałego etatu w Liceo musicale w Bolonii, ale w 1913 roku został profesorem kompozycji w Akademii Muzycznej św. Cecylii w Rzymie (Liceo musicale di Santa Cecilia). W gronie jego uczniów znalazła się w 1915 roku kompozytorka i śpiewaczka Elsa Olivieri Sangiacomo, którą Respighi poślubił w 1919 roku. Małżeństwo nie doczekało się potomstwa.
Przełomowym wydarzeniem dla kariery kompozytorskiej Respighiego okazał się świetnie przyjęty poemat symfoniczny Fontanny rzymskie, po raz pierwszy wykonany w 1916 roku i grany także w innych krajach. W 1923 roku został dyrektorem Conservatorio di S. Cecilia (taką nazwę w 1919 przyjęło Liceo musicale di S. Cecilia). Kompozytor zrezygnował ze stanowiska ze względu na brak czasu na tworzenie w roku 1926, ale aż do roku 1935 pozostał nauczycielem.
Respighi w późniejszych latach podejmował liczne podróże po Włoszech i świecie, podczas których prezentował własne utwory, zarówno jako dyrygent, jak również jako akompaniator (zwykle swojej żony), czasami także jako pianista solowy. Muzyka kompozytora cieszyła się uznaniem także wśród rządu faszystowskiego, przy czym kompozytor nie wdawał się w bliższe kontakty z politykami. Międzynarodowa popularność pozwalała na wstawianie się za innymi muzykami, w tym Arturo Toscaninim.
Względy zdrowotne od 1933 nie pozwalały Respighiemu komponować nowych utworów. Zmarł w wieku 56 lat na chorobę serca. Rok po pogrzebie szczątki przeniesiono do Bolonii na koszt miasta. Żona kompozytora, Elsa przeżyła Respighiego o 60 lat i popularyzowała przez ten czas jego twórczość.

## Styl
Wczesne dzieła zdradzały klasycyzujące tendencje kompozytora. Język muzyczny Respighiego uległ głębokiej przemianie po pobycie w Rosji. Nowe kompozycje cechowały się swobodną formą, nowoczesną harmoniką i szeroką gamą środków muzycznych. Piero Santi określił Respighiego, razem z Ildebrandem Pizzettim, Gian Franceskiem Malipierem i Alfredo Casellą wspólnym określeniem „Generazione dell’ottanta”, czyli pokolenia urodzonego około 1880 roku. Kompozytorzy ci kontestowali dominację werystycznych oper, np. Giuseppe Verdiego i, w ich mniemaniu, zbyt silny wpływ Francji i Niemiec na styl tej formy. W bibliotekach i archiwach wyszukiwali dawne utwory twórców włoskich, które przetapiali na język muzyki współczesnej. Sam Respighi nie unikał w swojej muzyce np. bitonalności. W dziełach orkiestrowych da się zauważyć wpływy francuskiego impresjonizmu, szczególnie stylu Maurice′a Ravela. Nie przeszkadzało to Respighiemu propagować także styl inspirowany klasycyzmem. W przeciwieństwie do Francji, gdzie Grupa Sześciu (Les Six) poszukiwała prostoty w muzyce u klasyków wiedeńskich, Respighi zwrócił się w stronę muzyki włoskiego baroku i renesansu, którą ubierał w nową szatę muzyczną (suita orkiestrowa Gli uccelli – Ptaki) albo czerpał z niej dosłownie, by tworzyć dzieła in stile antico, jak np. Antiche danze ed arie per liuto.

## Kompozycje

### Opery
- Rè Enzo (pol. Król Enzo, 1905). Opera komiczna w trzech aktach. Libretto: Alberto Donini. Premiera 12 marca 1905 w Bolonii (Teatro del Corso)
- Al mulino (1908). Fragment, nigdy nie wystawiona
- Semirâma. Poema tragico (1910) w trzech aktach. Libretto: Alessandro Ceré. Premiera 1910 w Bolonii (Teatro comunale)
- Marie Victoire (1912–1914). Opera w czterech aktach. Libretto: Edmond Guiraud (1912–1914, na podstawie sztuki o tej samej nazwie, której premiera odbyła się w 1911 w Paryżu). Pierwsze wykonanie 27 stycznia 2004 w Rzymie (Teatro dell′Opera)
- La bella addormentata nel bosco (La bella dormente nel bosco). Fiaba musicale (pol. Śpiąca królewna; 1916–1921). Trzy akty. Libretto: Gian Bistolfi według Perraulta. Premiera 1922 w Rzymie (Teatro Odescalchi)
- Belfagor. Commedia lirica (1921–1922). Prolog, dwa akty i epilog. Libretto: Claudio Guastalla według Ercole Luigi Morselliego. Premiera 1923 w Mediolanie (La Scala)
- La campana sommersa (pol. Zatopiony dzwon; 1925–1926). Opera w czterech aktach. Libretto: Claudio Guastalla według Gerharta Hauptmanna. Premiera 18 listopada 1927 w Hamburgu.
- Maria egiziaca (pol. Egipska Maria, 1931–1932). Misterium w jednym akcie (2 epizody). Libretto: Claudio Guastalla. premiera 1932 w Nowym Jorku i Wenecji
- La fiamma. Melodramma (Płomień, 1933) w trzech aktach. Libretto: Claudio Guastalla według Hansa Wiers-Jenssena. Premiera w Rzymie 1934 (Teatro dell′Opera)
- Lucrezia. Istoria (1935/1936) w jednym akcie (trzy sceny). Libretto: Claudio Guastalla. Fragment, dokończony przez Elsę Respighi. Premiera 1937 w Mediolanie

### Balety
- La boutique fantasque (1918). Balet oparty na tematach z Gioacchino Rossiniego. Premiera 1919 w Londynie (Alhambra Theatre)
- Scherzo veneziano. Azione coreografica (1920). Libretto: Ileana Leonidov. Premiera w 1920 w Rzymie (Teatro Costanzi)
- Sèvres de la vieille France (1920). Balet na tematy francuskie XVII i XVIII wieku. Premiera 1920 w Rzymie (Teatro Costanzi)
- La pentola magica. Azione coreografica (1920) na bazie tematów ludowych pieśni rosyjskich. Premiera 1920 w Rzymie (Teatro Costanzi)
- Scherzo veneziano. Commedia coreografica (1920)
- Gli uccelli (pol. Ptaki, 1928). Balet na tematy z XVII i XVIII wieku. Premiera 1933 w San Remo (Casinò municipale)
- Belkis, regina di Saba (pol. Belkis, królowa Saby, 1931). Balet w pięciu scenach. Libretto: Claudio Guastalla. Premiera 1932 w Mediolanie (Teatro alla Scala)

### Poematy symfoniczne
- Trylogia rzymska, składa się z:
  - Fontanny rzymskie (wł. Fontane di Roma, 1916) – La Fontana in Valle Giulia all’ Alba; La Fontana di Tritone al Mattino; La Fontana di Trevi al Meriggio; La Fontana di Villa Medici al Tramonto.
  - Pinie rzymskie (wł. I Pini di Roma, 1924) – Pinien w Villa Borghese; Pinien in der Nähe einer Katakombe; Die Pinien auf dem Gianicolo; Die Pinien der Via Appia.
  - Święta rzymskie (wł. Feste Romane, 1928) – Circenses, Das Jubiläum; Ottobrata; Befana.
- Vetrate di chiesa (pol. Witraże, 1926) – Die Flucht nach Ägypten; Der Erzengel Michael; Die Frühmette der hl. Klara; St. Gregor der Große.
- Suita Gli uccelli (pol. Ptaki) na małą orkiestrę na tematy Jeana-Philippe′a Rameau, Bernardo Pasquiniego i innych (1927)
- Trittico botticelliano (1927)
- Impressioni brasiliane (1927)

### Inne
- Chrystus, kantata biblijna (1900)

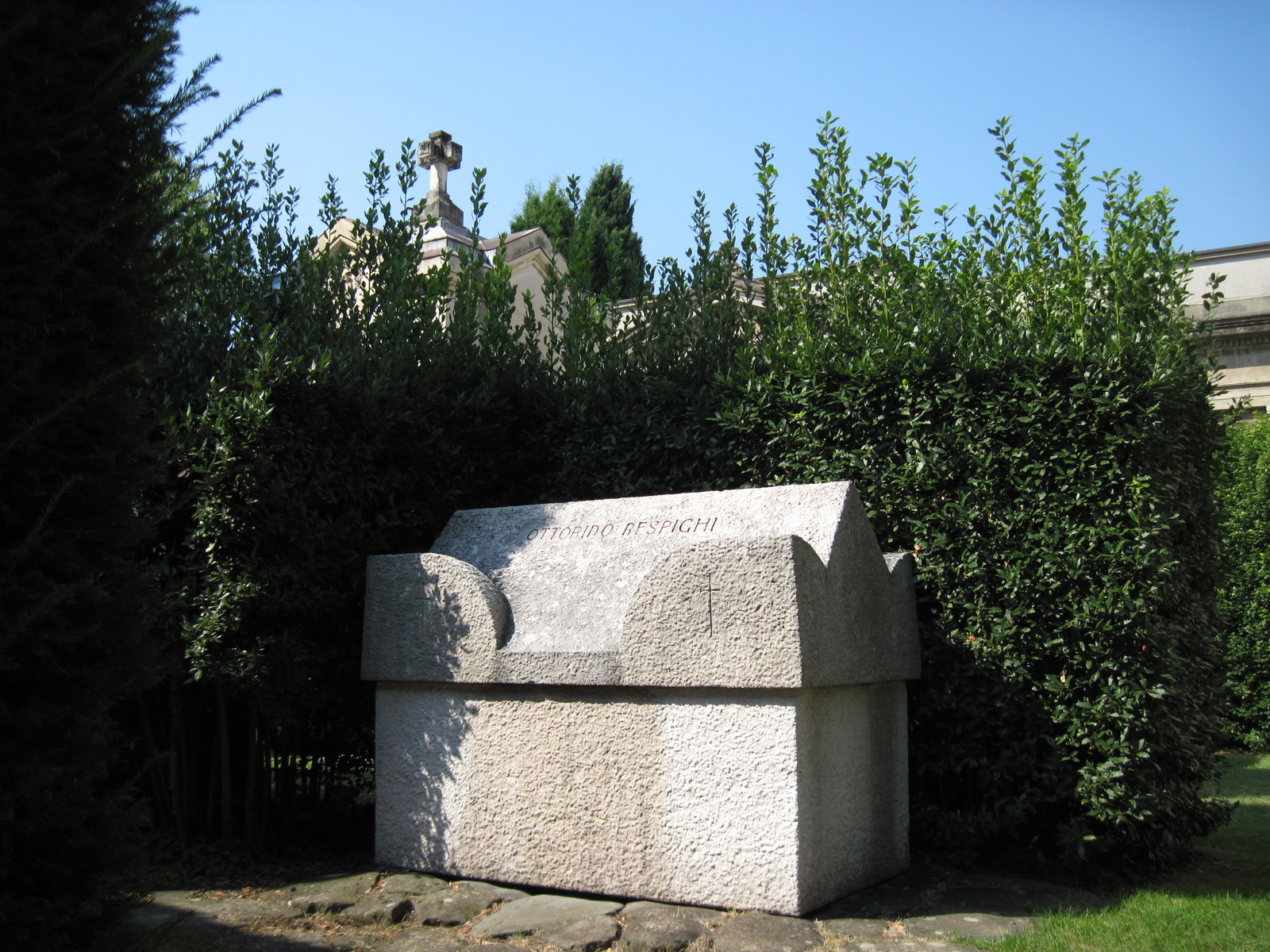
Grób kompozytora
na cmentarzu Certosa di Bologna

- Koncert fortepianowy a-moll (1902)
- Burlesca na orkiestrę (1906)
- Pastorale na skrzypce i zespół smyczkowy (1908)
- Sinfonia drammatica (1914)
- trzy suity Antiche danze ed arie per liuto (1916, 1923, 1931)
- koncert Concerto gregoriano na skrzypce i orkiestrę (1921)
- koncert Concerto all’antica na skrzypce i orkiestrę (1923)
- koncert Concerto in modo misolidio na fortepian i orkiestrę (1924)
- Rossiniana, suita orkiestrowa na bazie utworów Gioacchino Rossiniego (1925)
- Toccata na fortepian z orkiestrą (1928)
- Metamorphoseon modi XII – temat z wariacjami (1930)
- Lauda per la natività del signore na chór mieszany, solistów i orkiestrę (1930)
- Concerto a cinque na skrzypce, obój, trąbkę, kontrabas, fortepian i smyczki (1933)
- Kwintet fortepianowy f-moll
- Kwartet smyczkowy D-dur
- Suita na organy i orkiestrę smyczkową
- muzyka organowa
- pieśni
- Variazioni na gitarę. Rękopis bez daty, powstałe prawdopodobnie ok. 1909
- opracowania dzieł innych kompozytorów, np. Passacaglia c-moll Johanna Sebastiana Bacha (1930)